# Maximiliano Cerato
Maximiliano Iván Cerato (21 de abril de 1988, Río Gallegos, Argentina) es un futbolista argentino nacionalizado chileno. Juega como delantero. Actualmente Esta Sin Club.

## Trayectoria
Empezó en el desaparecido equipo Campus, que era el mejor en los albores de las inferiores de la Liga de Fútbol Infantil de la Liga Sur. [cita requerida]
Maxi, luego de defender los colores de Campus y ser protagonista en todas las divisiones por las que pasó, emigró junto a su familia al norte del país. A los 12 años fue a probarse a River Plate llevado por Carlos Bedoya, quien le dio una mano en el principio de su carrera. Aprobó el examen y estuvo cuatro años jugando en las inferiores millonarias. Allí compartió momentos con Diego Buonanotte y fue compañero también de José San Román. Pasó a Defensores de Belgrano en el marco de un convenio entre las dos instituciones y de un día para el otro, sin siquiera hacer una escala en el banco de suplentes, fue titular. Ese partido fue empate 1-1 con Brown de Adrogué. En 2009 estuvo a un paso de ser transferido a San Lorenzo de Almagro.

### Everton
Llega al elenco viñamarino en 2010, integrándose de a poco al equipo titular, hasta que llegó su momento que fue una pieza inamovible del equipo titular. En este club, Everton de Viña del Mar, con un cambio de técnico incluido, logró la desgracia del descenso en el mismo año que llegó.
A pesar de todo se quedó siendo incluso considerado como uno de los mejores jugadores de la Segunda División Chilena.
En 2012 logra un agónico ascenso gracias a una Liguilla de Promoción contra U. de Concepción. Al Año siguiente en la segunda fecha con su equipo frente al cuadro de Huachipato, campeón vigente de la Liga Chilena, sufre una lesión que resultó siendo una rotura de ligamento cruzado que lo deja 6 meses fuera de las canchas, lo único bueno de ese día para Maximiliano fue que Everton ganó por 3 - 0 en casa.
En 2016 consiguió el ansiado ascenso a la Primera División tras vencer a Deportes Puerto Montt. Cerato fue vital en el ascenso ruletero. 
En la temporada del 2016 logró convertirse en el jugador extranjero con mayor cantidad de partidos jugados por Everton.

### Club León
A mediados de 2017 se confirma su partida al Club León de la Primera División de México.
Ende su estadía en las fieras 
mete 4 goles en 31 partidos oficiales.

### Everton
El 3 de enero de 2019 se hace oficial que retorna a Everton de Viña del Mar. Tras permanecer dos años en la institución oro y cielo, el 2021 la dirigencia decide no renovar su contrato. Finalizando así un vínculo que duró cerca de 10 años. La salida de Cerato de Viña del Mar, se sumó al paulatino éxodo de referentes de la institución, junto a Marcos Velásquez y Johnny Herrera. 

## Clubes
Datos actualizados al 4 de diciembre de 2021.
| Club                   | País      | Año       | PJ  | Goles | Prom. |
| ---------------------- | --------- | --------- | --- | ----- | ----- |
| Defensores de Belgrano | Argentina | 2008-2010 | 64  | 8     | 0.13  |
| Everton                | Chile     | 2010-2017 | 197 | 34    | 0.17  |
| Club León              | México    | 2017-2018 | 31  | 4     | 0.13  |
| Everton                | Chile     | 2019-2021 | 64  | 10    | 0.16  |
| Cobreloa               | Chile     | 2022-Act. | 29  | 6     | 0.33  |
| Total                  | Total     | Total     | 356 | 56    | 0.16  |

## Vida personal
En agosto de 2023, a través de sus redes sociales reveló que padece de ludopatía.